# Mimetus lamellaris
Espèce
Mimetus lamellaris est une espèce d'araignées aranéomorphes de la famille des Mimetidae.

## Distribution
Cette espèce est endémique du Guizhou en Chine,. Elle se rencontre dans le xian de Yanhe vers 364 m d'altitude.

## Description
Le mâle holotype mesure 3,05 mm.

## Publication originale
- Zeng, Wang & Peng, 2016 : Three spider species of the genus Mimetus Hentz, 1832 (Araneae, Mimetidae) from China. ZooKeys, no 626, p. 125-135 (texte intégral).